# Convención Nacional Demócrata de 1968
La Convención Nacional de 1968 del Partido Demócrata estadounidense se celebró en Chicago del 26 al 29 de agosto, con el propósito de elegir el candidato para las elecciones presidenciales de 1968 y desencadenó el caso de los Siete de Chicago.

## Candidatura
La decisión fue particularmente difícil para los Demócratas ese año, debido a la división del partido por la Guerra de Vietnam, y por el asesinato del popular candidato Robert Kennedy. Por una parte, Eugene McCarthy propuso una decidida campaña antiguerra, llamando a la retirada inmediata de la región. Por la otra, Hubert H. Humphrey hizo una llamada para una política más cercana a la línea de la del presidente Lyndon Johnson, que se centraba en hacer cualquier reducción de la fuerza contingente en las concesiones extraídas en las Conversaciones de Paz de París.
Los demócratas finalmente se quedaron con Hubert H. Humphrey, que perdería las elecciones en favor de Richard M. Nixon. Un número significativo de demócratas estaban tan enfurecidos por la Guerra de Vietnam que no veían ninguna diferencia entre Humphrey y Nixon. La confusión de la convención, y la tristeza de muchos liberales con el resultado, indujo que los demócratas empezaran reformas en su proceso de nominación, incrementado el rol de las primarias y rebajando el poder de los delegados del partido en el proceso de selección.

## Protestas
Los manifestantes contra la guerra protestaron durante toda la convención, enfrentándose con la policía en los alrededores del centro de convención, el Anfiteatro Internacional de Chicago (en las calles, así como en los parques Lincoln y Grant). El alcalde Richard J. Daley mantuvo una línea particularmente dura frente a los manifestantes, negándose a permitir reuniones, mítines o marchas, y exigiendo que se hiciese uso de la fuerza necesaria para doblegar a las masas. Cuando el senador estadounidense Abraham Ribicoff dio una conferencia nominando a George McGovern para Presidente, se enfureció con Daley diciendo "con George McGovern como Presidente de los Estados Unidos, no tendríamos tácticas propias de la gestapo en las calles de Chicago."
Las masas de gente fueron agitadas por varios discursos y el jaleo electrizante del concierto de banda roquera The MC5. "The MC5 fue la única banda que tocó en la Convención Nacional Demócrata de 1968 en Chicago, " (Wishnia 2004, 22). Algunos de los manifestantes más famosos, que incluían a Abbie Hoffman, Tom Hayden, y Dave Dellinger, eran conocidos colectivamente conocidos como los Chicago Eight (más tarde Chicago Seven) debido a que fueron acusados de conspiración en conexión con la violencia. El 18 de febrero de 1970 fueron encontrados culpables de conspirar para incitar los disturbios, pero el caso fue finalmente sobreseído por una apelación al tribunal. El Walker Report en la Comisión Nacional de USA sobre las Causas y Prevención de la Violencia dejó caer que la culpa de la violencia callejera fue de la policía, tildando el problema de disturbios policiales.

## Lyndon B. Johnson
Una persona que no asistió a la convención fue el presidente Lyndon B. Johnson. El 27 de agosto, el segundo día de la convención, cumplió 60 años. Los delegados en la convención esperaban verle para poder celebrar su 60 cumpleaños junto a él. En cambio, Johnson lo celebró en privado con su familia en su rancho de Texas, posiblemente para evitar la violencia que rodeaba la convención.

## La convención en la cultura popular
La película de 1969 Medium Cool, aunque centrada en una historia ficticia y empleando actores en sus papeles principales, incluye una substancial cantidad de metraje de los disturbios, filmado durante la convención. La canción de 1970 Peace frog de The Doors incluye las letras "Blood in the streets of the town of Chicago" (Sangre en las calles del pueblo de Chicago), una obvia mención de la violencia en la convención de 1968. Graham Nash escribió Chicago, que trata sobre tanto la convención como el juicio de los Chicago Eight que tuvo lugar justo después. Phil Ochs estuvo presente en las manifestaciones, y habla sobre sus experiencias durante su concierto There and Now: Live in Vancouver 1968, que incluye la canción Where Were You In Chicago (¿Dónde estabas tú en Chicago?). Charlie Haden se inspiró para escribir su canción de 1969 Circus '68 '69 después de estar viendo la convención por televisión. La pieza refleja el incidente que ocurrió después de que una minoría plantada en Vietnam fuera derrotada. Tras la votación en la planta baja de la convención, las delegaciones de California y Nueva York espontáneamente comenzaron a cantar We Shall Overcome en protesta. Esforzándose para retomar el control, la tribuna mandó a la orquesta que comenzara a tocar para acallar los cánticos.
El juicio posterior sobre las protestas durante la convención son el tema principal de la películaEl juicio de los 7 de Chicago (2020) de Aaron Sorkin.
| Predecesor: 1964 | Convención Nacional Demócrata | Sucesor: 1972 |

- Datos: Q83516
- Multimedia: 1968 Democratic National Convention / Q83516